# Матс Гокенстад
Матс Гокенстад (норв. Mats Haakenstad, нар. 14 листопада 1993, Гортен, Норвегія) — норвезький футболіст, фланговий захисник клубу «Саннефіорд».

## Ігрова кар'єра
Матс Гокенстад починав свою футбольну кар'єру у молодіжній команді клубу «Саннефіорд». Але на дорослому рівні футболіст дебютував у квітні 2012 року у клубі Другого дивізіону «Фрам Ларвік». У 2014 році Матс повернувся до «Саннефіорда», з яким виграв турнір Першого дивізіону і вийшов до Тіппеліги. У 2017 році футболіст приєднався до клубу «Ліллестрем», з яким підписав дворічний контракт. У складі «Ліллестрема» захисник переможцем національного кубка. У фінальному матчі проти «Сарпсборг 08» Матс забив другий гол своєї команди на 12 - й хвилині гри. По закінченню контракту Гокенстад відмовився продовжити договір із клубом.
У 2020 році відбулося нетривале перебування Матса у Фінляндії, де він провів лише два поєдинки у складі КуПС. Після чого футболіст повернувся до Норвегії і вже в сезоні 2020 року встиг відмітитится у Елітсерії у складі «Саннефіорда».

## Досягнення
Ліллестрем
 Переможець Кубка Норвегії: 2017